# Sindrome di Weber
La sindrome di Weber (emiplegia alternata superiore) è una forma di ictus caratterizzata dalla presenza di una paralisi del nervo oculomotore ed emiparesi controlaterale o emiplegia.

## Cause
È causata da infarto mesencefalico a seguito di occlusione dei rami paramediani dell'arteria cerebrale posteriore o da biforcazione basilare perforante delle arterie.
La sindrome di Weber si presenta come una manifestazione della malattia da decompressione in un subacqueo.
| Strutture danneggiate | Effetti |
| --------------------- | --- |
| Substantia nigra      | parkinsonismo controlaterale perché le proiezioni dopaminergici ai gangli basali innervano il campo motorio dell'emisfero omolaterale, portando quindi ad un disturbo del movimento del emisoma controlaterale. |
| Fibre corticospinali  | Emiparesi controlaterale e risultante tipici segni da lesione del primo motoneurone. |
| Tratto corticobulbare | difficoltà con i muscoli facciali inferiori controlaterali e le funzioni del nervo ipoglosso. |
| Nervo oculomotore     | paralisi omolaterale del nervo oculomotore con una ptosi palpebrale e midriasi fissa della pupilla rivolta verso il basso e fuori. Questo porta a diplopia.                                                     |

## Storia
Essa porta il nome di sir Herman David Weber, un medico tedesco, nato a Londra, che ha descritto la condizione nel 1863. Non è correlata alla sindrome di Sturge-Weber o alla sindrome di Klippel-Trenaunay.